# Centro internazionale di studi di architettura Andrea Palladio
Il Centro internazionale di studi di architettura Andrea Palladio (CISA) è un istituto di ricerca dedicato alla storia dell'architettura. Fondato nel 1958, ha sede a Vicenza nel palazzo Barbaran da Porto (Contra' Porti 11), che comprende il Palladio Museum.
Venne fondato con l'obiettivo di creare un centro di ricerca sulla storia dell'architettura dove la comunità internazionale degli studiosi potesse riunirsi e lavorare insieme. Nei decenni successivi, con l'ingresso di studiosi come James Ackerman, Arnaldo Bruschi o Manfredo Tafuri, dall'ambito palladiano si ampliò lo studio all'intero Rinascimento, e progressivamente alla storia dell'architettura di ogni tempo. Dalla fondazione al 1991 Renato Cevese ne fu il direttore.
Dal 1958 ad oggi, 6360 giovani architetti e storici dell'architettura sono giunti a Vicenza da 47 nazioni a frequentare i 129 fra corsi e seminari del Centro. I progetti di ricerca hanno portato alla pubblicazione di 178 volumi dal 1960 al 2012 e alla realizzazione di 98 mostre dal 1960 in 53 città ospitanti per un totale di 26 nazioni.
Il Centro palladiano promuove ricerche, realizza mostre, pubblica libri, organizza corsi e seminari sull'architettura moderna come antica.
La sua attività è indirizzata da un consiglio scientifico che riunisce i maggiori esperti europei e nordamericani. Vengono realizzati corsi, seminari, pubblicazioni e mostre dedicati non solo ad Andrea Palladio, ma alla storia dell'architettura dall'antichità al Novecento. Nella sua sede di palazzo Barbaran da Porto, uno dei più bei palazzi palladiani, sono a disposizione del pubblico una biblioteca, una fototeca e un archivio specializzati.
Il palazzo è inoltre sede del Palladio Museum (allestito nel 2012). Dal 1997 il Centro organizza importanti mostre, risultato dei propri progetti di ricerca, alle quali hanno contribuito con il prestito di importanti opere d'arte i più prestigiosi musei europei.

## Soci fondatori
- Regione del Veneto
- Provincia di Vicenza
- Comune di Vicenza
- Camera di Commercio Industria Artigianato Agricoltura di Vicenza
- Accademia Olimpica

## Soci sostenitori
- Confindustria Vicenza, Sezione Costruttori Edili e Impianti
- OTB Foundation ETS
- Zambon Company SpA

## Consiglio di amministrazione
(gennaio 2024)
- Presidente
  - Edoardo Demo
- Vicepresidente
  - Lino Dainese
- Direttore
  - Guido Beltramini
- Consiglieri di amministrazione
  - Federico Faggin
  - Antonio Foscari
  - Alessandro Moscatelli
  - Antonio Vescovi
  - Elena Zambon